# Jon Fosse
Jon Fosse (* 29. září 1959 Haugesund, Norsko) je norský spisovatel a dramatik. Věnuje se tvorbě dramatické, prozaické, poetické, esejistické i dětské. Od svého debutu v roce 1983 vydal více než 40 knih. Na poli dramatickém je v Norsku považován za nejvýraznějšího norského dramatika po Henriku Ibsenovi. V posledních sezónách je nejhranějším dramatikem v Evropě. Získal Nobelovu cenu za literaturu pro rok 2023 za „své novátorské hry a prózu, které vyjadřují nevyslovitelné“.

## Tvorba
Jeho hry jsou uváděny po celém světě, někdy premiérovány dříve v zahraničí než v rodném Norsku. Tvorba prozaická zaujímá podobně významné místo jako jeho dramatická tvorba. Obě se vyznačují výraznou poetizací všedního jazyka, všedností obecně a tematicky se rozpadají na dvě základní období. Milníkem se stal přibližně rok 2000 a vydání románu Ráno a večer (česky, 2007). Dřívější tvorba se zaměřovala především na základní mezilidské vztahy a jejich funkčnost, ale též možnosti mezilidské komunikace. V novější tvorbě se soustředil na témata obecně lidská a existenciální, jako například smrt, zrození či lásku. Ovlinila ho poetika Thomase Bernharda a postmoderní myšlení v literatuře.
Za prozaickou trilogii Mámení, Sny Olavovy a Na sklonku dne získal v roce 2015 nejvyšší celoskandinávské literární ocenění, Literární cenu Severské rady.

### Dramatická tvorba
Jon Fosse je jako norský dramatik přirovnáván ke krajanovi Henriku Ibsenovi. Jeho hry byly přeloženy do více než 20 jazyků a od druhé poloviny 90. let patří k nejhranějším současným dramatikům v Evropě.
V rámci dramatické tvorby pozitivní ohlas získala jeho první hra A nikdy se nerozejdeme (Og aldri skal vi skiljast, 1994). V tomto období již měl za sebou několik sbírek poezie a originálních modernistických próz, díky kterým se proslavil v rodném Norsku. Poté následovala řada dalších her, kde tvoří ústřední motiv vztah mezi dvěma lidmi. Například ve hře Jméno (Namnet, 1995), která je jednou z nejčastěji uváděných her, se setkáváme s mladou dvojicí, která s obavami očekává narození potomka.
Někdo přijde (Nokon kjem til å komme, 1996) je hra, kde stojí v centru dění opět pár, tentokrát hledající útočiště v opuštěném domě v Norsku. Rozcházející se pár je motivem hry Noc zpívá své písně (Natta syng sine songar, 1997) a ve hře Spánek (Svevn, 2005) se setkáváme s několika páry, které postupně obývají tentýž byt. Mezi nejčastější témata her patří existencionální úzkost, vyděděnost jednotlivce – sociální či psychická a také neschopnost lidí kontrolovat svůj osud a vyrovnat se s tím, co přináší život. 
Pro všechny hry jsou typické jednoduché zápletky, banální dialogy a postavy obyčejných lidí. Autorův minimalismus je záměrný a na úspornost textů zdůrazňuje převažující pocity odcizení a úzkosti. Fosseho dramatika je založená na rytmickém opakování replik a struktur, čímž připomíná poetiku absurdního divadla. Na organizaci textu je znát, že autor je původem lyrik. Repliky mají často kvalitu i stavbu verše. V rámci vývoje Fosseho dramatiky je možno na díle pozorovat, že v pozdějších hrách upouští od úplně jednoduchého děje. Ve hře Podzimní sen (1999) a následujících dílech autor často tříští jednotu času, prostoru a postav, čímž se děj samotných her značně komplikuje.
Fosseho hry se téměř vždy dotýkají těch nejcitlivějších bodů v rodině a partnerství a také je z nich často cítit autorův feministický postoj. Kladné mužské postavy lze ve hrách najít jen stěží, zato ženy jsou téměř vždy vykreslovány jako postavy kladné nebo oběti.  Dramata se vyznačují naléhavostí a často mají mystický rozměr, který vyplývá
z Fosseho koncentrace na přítomnost, každodennost a subjektivní prožíváni reality. 

#### Seznam vybraných dramatických děl vnorštině

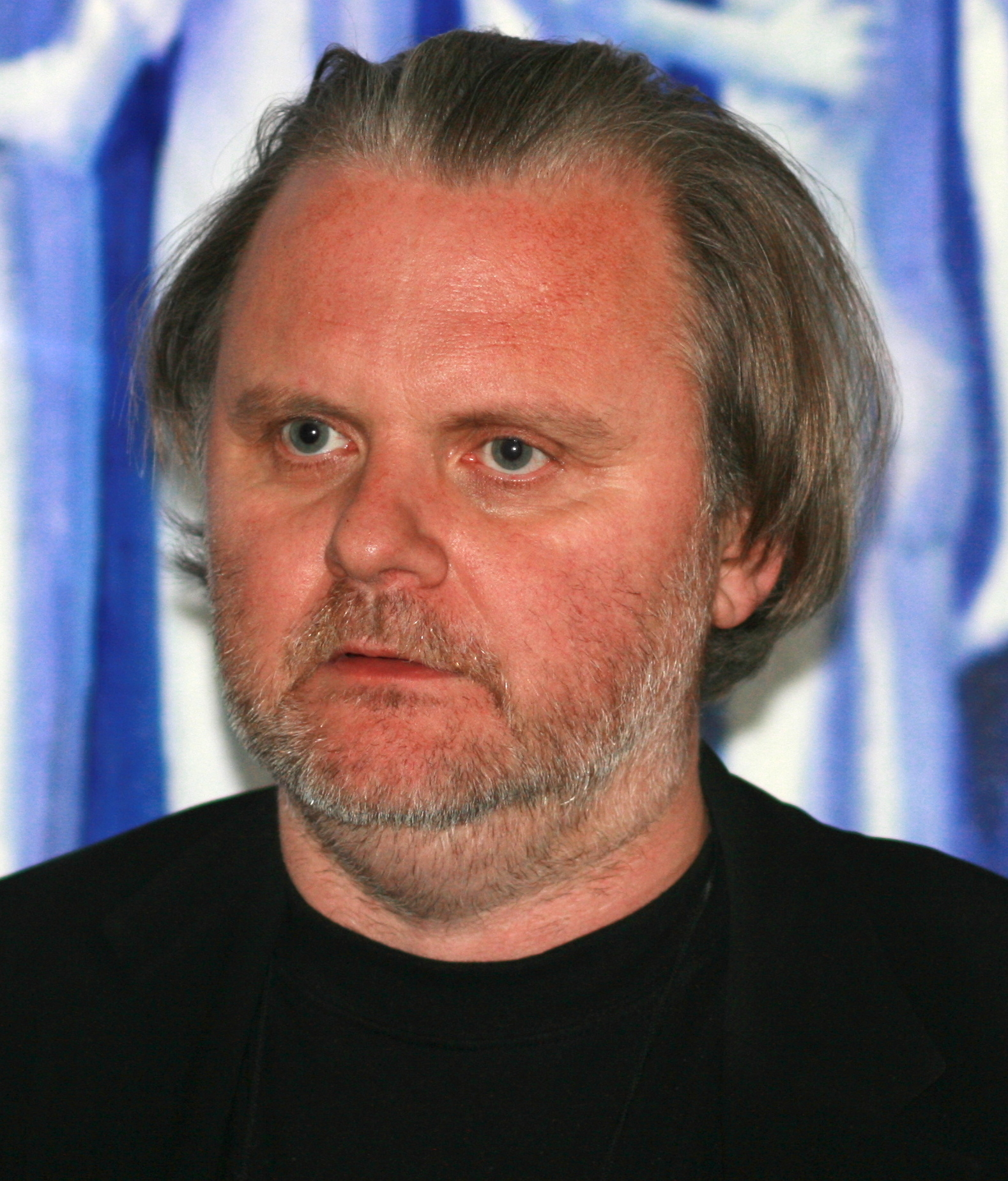
Jon Fosse, 2007

- A nikdy se nerozejdeme (Og aldri skal vi skiljast, 1993)
- Jméno (Namnet, 1995)
- Někdo přijde (Nokon kjem til å komme, 1996)
- Jméno / Matka a dítě / Syn (Barnet / Mor og barn / Sonen, 1997)
- Kytarista (Gitarmannen, 1997)
- Noc zpívá své zpěvy / Jednoho letního dne (Natta syng sine songar / Ein sommars dag, 1998)
- Podzimní sen (Draum om hausten, 1999)
- Návštěva / Zima / Odpoledne (Besøk / Vinter / Ettermiddag, 2000)
- Krásně (Vakkert, 2001)
- Variace na smrt (Dødsvariasjonar, 2002)
- Dívka na pohovce (Jenta i sofaen, 2003)
- Lila / Suzannah (Lilla / Suzannah, 2004)
- Mrtví psi / Sa ka la (Dei døde hundane / Sa ka la, 2005)
- Spánek / Horko (Svevn / Varmt, 2006)
- Rambuku / Stíny (Rambuku / Skuggar, 2007)
- Jsem vítr (Eg er vinden, 2008)
- Tyto oči (Desse auga, 2009)
- Dívka ve žluté pláštěnce (Jente i gul regnjakke, 2010)
- Kratší hry (Kortare stykke, 2011)
- Moře (Hav, 2014)
- Tři libreta (Tre librettoar, 2015)

## Ocenění a vyznamenání
Fosse se stal laureátem mnoha norských i zahraničních literárních cen. Za zásluhy na poli literatury byl jmenován komandérem královského norského Řádu svatého Olafa. V roce 2011 mu král Harald V. přidělil čestnou rezidenci Grotten v parku královského zámku v Oslu, určenou norským kulturním osobnostem. V roce 2021 získal také čestný akademický titul doctor honoris causa na Janáčkově akademii múzických umění.
Píše menšinovým norským jazykem nynorsk.
- 1997 – Aschehoug Prize[8]
- 1998 – Nynorsk Literature Prize[9]
- 1999 – Doblougova cena[10]
- 2003 – Norsk kulturråds ærespris
- 2003 – Nynorsk Literature Prize[9]
- 2003 – Národní řád za zásluhy, Francie[11]
- 2005 – Brage Prize
- 2005 – Norský královský řád za zásluhy
- 2007 – Nordická cena Švédské akademie[12][13]
- 2007 – Deutscher Jugendliteraturpreis[14]
- 2010 – Ibsenova cena[15]
- 2014 – Evropská cena za literaturu[16]
- 2015 – Literární cena Severské rady[17]
- 2023 – Nobelova cena za literaturu[2]

Fosseho nadace sídlící v Strandebarmu se věnuje jeho dílu a osobnosti. Nachází se v blízkosti jeho domu z dětství a domu prarodičů.